# (100335) 1995 SC12
(100335) 1995 SC12 es un asteroide perteneciente al cinturón de asteroides, descubierto el 18 de septiembre de 1995 por el equipo del Spacewatch desde el Observatorio Nacional de Kitt Peak, Arizona, Estados Unidos.

## Designación y nombre
Designado provisionalmente como 1995 SC12.

## Características orbitales
1995 SC12 está situado a una distancia media del Sol de 2,979 ua, pudiendo alejarse hasta 3,105 ua y acercarse hasta 2,853 ua. Su excentricidad es 0,042 y la inclinación orbital 9,870 grados. Emplea 1878 días en completar una órbita alrededor del Sol.

## Características físicas
La magnitud absoluta de 1995 SC12 es 15,5.